# Celopek, Vrața
Celopek (în bulgară Челопек) este un sat în comuna Vrața, regiunea Vrața,  Bulgaria. 

## Demografie
Componența etnică a satului Celopek
     Bulgari (98,8%)
     Nicio identificare (1,19%)
     Altele (0%)
La recensământul din 2011, populația satului Celopek era de 502 locuitori. Din punct de vedere etnic, majoritatea locuitorilor (98,8%) erau bulgari. Pentru 1,19% din locuitori nu este cunoscută apartenența etnică.